# Родных, Михаил Васильевич
Михаил Васильевич Родных (5 ноября 1906, Воронеж, Воронежская губерния, Российская империя — 28 декабря 1970, Казань) — подполковник Советской Армии, участник Великой Отечественной войны, Герой Советского Союза (1943).

## Биография
Михаил Родных родился 5 ноября 1906 года в Воронеже. В 1928—1930 годах проходил службу в Рабоче-крестьянской Красной Армии, окончил школу авиационных специалистов. Демобилизовавшись, окончил Ленинградский авиационный техникум, работал в гражданской авиации. Окончил Батайскую авиационную школу высшей лётной подготовки. В начале Великой Отечественной войны Родных повторно был призван в армию. С августа 1941 года — на фронтах Великой Отечественной войны.
К февралю 1943 года капитан Михаил Родных был заместителем командира эскадрильи 890-го авиаполка 45-й авиадивизии АДД СССР. К тому времени он совершил 85 боевых вылетов в тёмное время суток на бомбардировку важных вражеских объектов в глубоком тылу противника. Выполнял особые правительственные задания. Так, в марте 1943 года в составе экипажа Героя Советского Союза Энделя Пусэпа совершил перелёт в Англию, доставив правительственный пакет королю Георгу VI.
Указом Президиума Верховного Совета СССР «О присвоении звания Героя Советского Союза начальствующему составу авиации дальнего действия Красной Армии» от 25 марта 1943 года за «образцовое выполнение боевых заданий командования и проявленные при этом отвагу и геройство» был удостоен высокого звания Героя Советского Союза с вручением ордена Ленина и медали «Золотая Звезда» за номером 914.
9 июня 1943 года был сбит на вражеской территории и попал в плен. После освобождения в апреле 1945 года и проверки органами НКГБ СССР Родных был восстановлен в кадрах и продолжал службу в Советской Армии. В 1953 году в звании подполковника он был уволен в запас. Проживал в Казани, работал начальником полётов Казанского аэропорта.

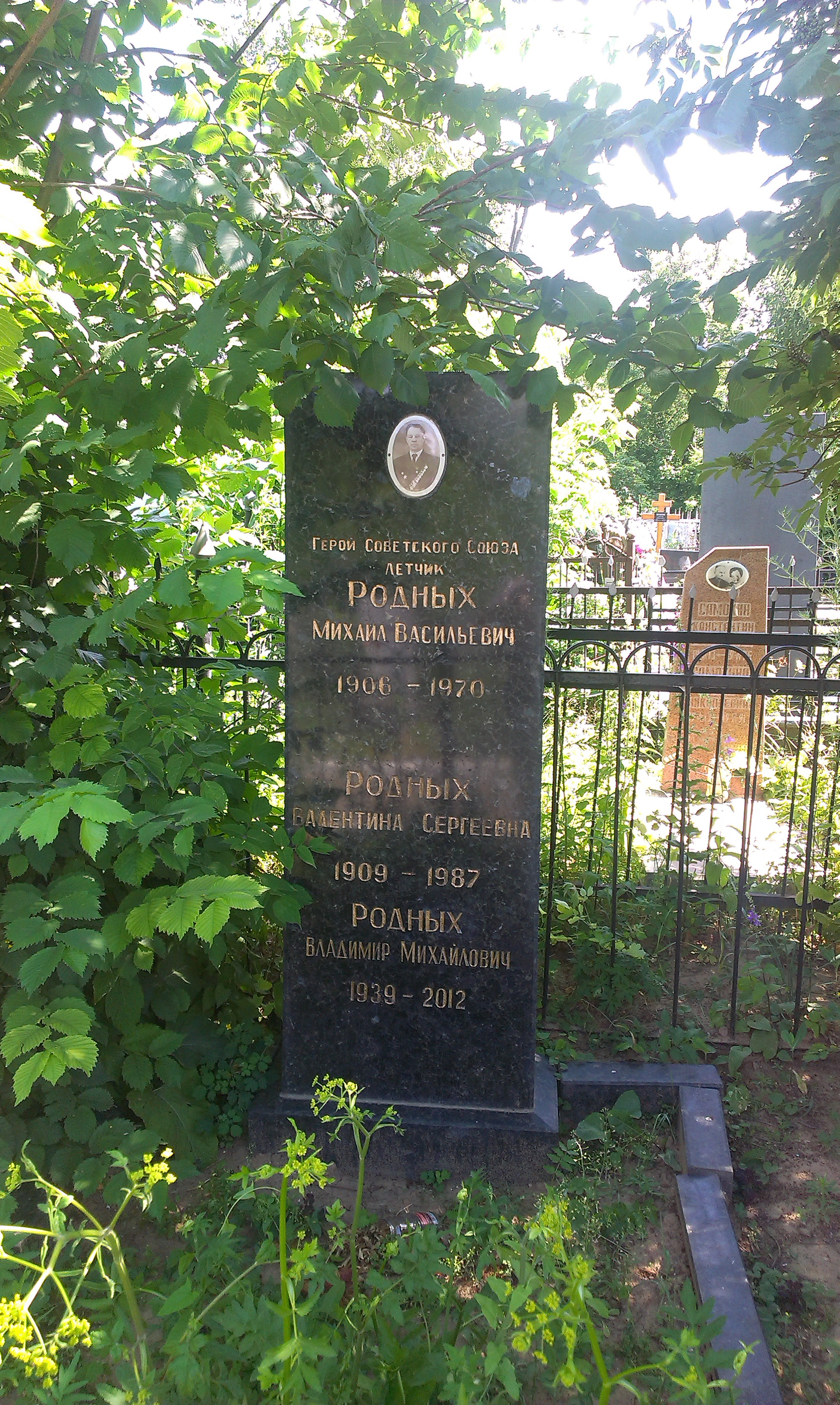

Умер 28 декабря 1970 года, похоронен на Арском кладбище Казани.

## Награды
Был также награждён двумя орденами Красного Знамени, орденами Отечественной войны 1-й степени и Красной Звезды, рядом медалей.